# 幸福蒲公英
《幸福蒲公英》（英語：Happy Dandelion），2013年台灣偶像劇，壹電視自製的偶像劇，2011年4月21日開鏡，2011年11月27日殺青。由曾愷玹、唐禹哲、邵翔、賴琳恩、陳乃榮、林逸欣主演。本劇由香港編劇林少枝、台灣知名偶像劇製作人王信貴共同打造一部清新的精緻大戲。於2013年4月8日壹電視綜合台播出。台灣OTT平台由LiTV 線上影視上架播出。

## 播出時間

### 首播
| 頻道               | 所在地 | 播映日期       | 播出時間        | 備註 |
| 壹電視綜合台       | 臺灣   | 2013年4月8日   | 週一至週五21:00 |      |
| 台視主頻、台視HD台 | 臺灣   | 2013年10月15日 | 週一至週四20:00 |      |
| 年代MUCH台         | 臺灣   | 2013年12月23日 | 週一至週五21:00 |      |

### 重播
| 頻道               | 所在地 | 播映日期       | 播出時間                          | 備註           |
| 壹電視綜合台       | 臺灣   |                | 週一至週五10:00、16:00、20:00     | 重播前一天集數 |
| 壹電視綜合台       | 臺灣   |                | 週六18:00至21:00 週日19:00至21:00 | 重播當週集數   |
| 台視主頻、台視HD台 | 臺灣   | 2013年10月16日 | 週二至週五00:00至02:00            | 重播前一天集數 |
| 年代MUCH台         | 臺灣   | 2013年12月23日 | 週二至週六03:00 週一至週五10:30   | 重播前一天集數 |
| 東森戲劇台         | 臺灣   | 2016年7月2日   | 週六至週日16:00至18:00            | 重播           |

## 故事大綱
中文
|  | 回到愛情還只是愛情的年代 蒲公英的花語是《勇敢無畏》， 風吹到哪裡，就在哪裡落地生根...， 做一個堅強的人很難，做一個堅強的女人更難， 這裡要說的，就是一個逆境堅毅女人的故事……… |

民國59年（1970年代）一個12歲的小女孩-林佳冬，原本是集萬千寵愛於一身的千金小姐，
在12歲生日這天幸福變了調，當父親遭陷入獄後嚐盡人情冷暖，不得不開始她顛簸、五味雜陳的人生。

在友情、愛情的路上跌跌撞撞，卻始終沒有放棄，樂觀面對各種挑戰，用自己的雙手，再將幸福的碎片，一片一片組起 ，在22歲那年和宋力行再度相遇後故事就此展開

## 角色介紹
中文

### 主要演員
| 演員   | 角色             | 關係 | 登場集數            |
| 曾愷玹 | 林佳冬（高旺家） | 善良豁達，相信人性本善。遇到逆境仍堅守信念，永不言敗。佳冬12歲前家境富裕，因父親破產，被迫投靠在屏東的阿姨(其實是佳冬生母)，後改名高旺家，嚐盡人情冷暖。22歲的她，面對更多人生挑戰，被最好的朋友出賣、經歷愛人的生離死別，甚至踏入你爭我奪，爾虞我詐的商業鬥爭中，但佳冬仍憑著驚人鬥志堅守信念！終與宋力行成婚。懷有力行的小孩 | 8-40                |
| 白芝穎 | 林佳冬（少女）   | 善良豁達，相信人性本善。遇到逆境仍堅守信念，永不言敗。佳冬12歲前家境富裕，因父親破產，被迫投靠在屏東的阿姨(其實是佳冬生母)，後改名高旺家，嚐盡人情冷暖。22歲的她，面對更多人生挑戰，被最好的朋友出賣、經歷愛人的生離死別，甚至踏入你爭我奪，爾虞我詐的商業鬥爭中，但佳冬仍憑著驚人鬥志堅守信念！終與宋力行成婚。懷有力行的小孩 | 1-8                 |
| 唐禹哲 | 宋力行           | 力行的父親是已故高昇飯店的創辦人，可說是含著銀匙出生的飯店總經理。因為患有先天性糖尿病，從小力行便在呵護中成長。小時候的他，最不喜歡被當成是病人般照顧，有點少爺脾氣。他總是以最強悍的一面示人，愛逞強，不服輸，不甘在人前示弱，以欺負別人來證明自己不是弱者。長大後的他變得更加冷酷，給人冰冷冷、不近人情的感覺。這些全都是他用來偽裝的面具，面對家族事業內的明爭暗鬥，力行必須武裝自己，隨時隨地面對敵人的挑戰。真正的他，內心是纖細而敏感的。力行自小被疾病折磨，早已明白到生命無常，更懂得享受生命的樂趣，一分一秒都不會浪費，無論是在愛情還是事業上，確定了目標，便一往無前地去追尋，一旦遇上一生中最愛，他絕對可以為她放棄一切，那份愛熾熱得可以融化世上最冰冷的心。 | 11,13-31            |
| 吳政迪 | 宋力行（少年）   | 力行的父親是已故高昇飯店的創辦人，可說是含著銀匙出生的飯店總經理。因為患有先天性糖尿病，從小力行便在呵護中成長。小時候的他，最不喜歡被當成是病人般照顧，有點少爺脾氣。他總是以最強悍的一面示人，愛逞強，不服輸，不甘在人前示弱，以欺負別人來證明自己不是弱者。長大後的他變得更加冷酷，給人冰冷冷、不近人情的感覺。這些全都是他用來偽裝的面具，面對家族事業內的明爭暗鬥，力行必須武裝自己，隨時隨地面對敵人的挑戰。真正的他，內心是纖細而敏感的。力行自小被疾病折磨，早已明白到生命無常，更懂得享受生命的樂趣，一分一秒都不會浪費，無論是在愛情還是事業上，確定了目標，便一往無前地去追尋，一旦遇上一生中最愛，他絕對可以為她放棄一切，那份愛熾熱得可以融化世上最冰冷的心。 | 1-8                 |
| 邵翔   | 萬華             | 凡事依照自己準則，不按牌理出牌，懶理世俗眼光，不諱言自己是個自私的人。雖然學歷不高，卻會各種生存技倆，懂得運用小聰明，會以非常手段處理非常事情，膽大且有拼搏精神。從小生長在窮苦家庭，父親是船員，失去音訊多年，母親在小旅館當清潔工，萬華只能靠自己在低下層掙扎求存。為了開一間小旅館，完成母親的心願，拼命打工賺錢，只要不是殺人放火的都願意幹，是個不折不扣的打工高手。 | 13-40               |
| 陳乃榮 | 高宗南           | 高興與前妻所生的么子，宗信和廣美的弟弟。天生是個啞巴，得不到父愛，又常被人取笑，造成他畏縮、自卑、深沉木訥的性格。直到遇上繼母秀真的女兒林佳冬，才慢慢懂得親情的可貴。他視佳冬為他最親的人，也是最愛護他的人。他懂得愛人，也渴望得到別人的愛，卻常常得不著愛。他曾愛過佳冬，可是佳冬心有所屬，他也愛過春雅，但春雅沒有愛過他，他甘願付出，卻從無回報！ | 8-12,21-32,39-40    |
| 汪政緯 | 高宗南（少年）   | 高興與前妻所生的么子，宗信和廣美的弟弟。天生是個啞巴，得不到父愛，又常被人取笑，造成他畏縮、自卑、深沉木訥的性格。直到遇上繼母秀真的女兒林佳冬，才慢慢懂得親情的可貴。他視佳冬為他最親的人，也是最愛護他的人。他懂得愛人，也渴望得到別人的愛，卻常常得不著愛。他曾愛過佳冬，可是佳冬心有所屬，他也愛過春雅，但春雅沒有愛過他，他甘願付出，卻從無回報！ | 4-8                 |
| 賴琳恩 | 陳春雅           | 誰對她有利，她會不自覺對他好；誰對她不利，她會毫不猶疑加以還擊。她的字典裡，沒有感恩兩個字，有的是價值！自小嚮往城市花花世界，可惜一直不得所求，因而養成想要得到的東西便要爭取，即使必須耍手段、出賣身邊最親近的人來達到目的也在所不惜。和佳冬從小相識，結成好友，口裡說著把佳冬視為最好的姊妹，但為了名利，仍利用佳冬的善良，出賣欺騙，終致姊妹反目，到最後卻一無所有。 | 8-17,19,21-32,36-40 |
| 陳詩穎 | 陳春雅（少年）   | 誰對她有利，她會不自覺對他好；誰對她不利，她會毫不猶疑加以還擊。她的字典裡，沒有感恩兩個字，有的是價值！自小嚮往城市花花世界，可惜一直不得所求，因而養成想要得到的東西便要爭取，即使必須耍手段、出賣身邊最親近的人來達到目的也在所不惜。和佳冬從小相識，結成好友，口裡說著把佳冬視為最好的姊妹，但為了名利，仍利用佳冬的善良，出賣欺騙，終致姊妹反目，到最後卻一無所有。 | 4-8                 |

### 林家
| 演員   | 角色   | 關係 | 登場集數  |
| 翁家明 | 林耀泉 | 佳冬父親，耀泉營造公司老闆，遭受黑道角頭連昆的報復與好友DAVID的陷害，發生一連串的意外因而入獄15年，10年後假釋出獄，與佳冬重逢，已過世。 | 1-4,11-20 |
| 僅雯   | 芳阿姨 | 林家管家 | 1-4       |
| 洪章世 | 水哥   | 林家傭人 | 1-4       |

### 宋家
| 演員   | 角色   | 關係                             | 登場集數                   |
| 祝釩剛 | 宋力平 | 宋力行的堂哥                     | 13-18,22-27,29,33,38-39    |
| 潘麗麗 | 沈惠甯 | 宋力行的母親                     | 15-19,23-25,27-32,38-40    |
| 朱德剛 | 宋光輝 | 宋力行的伯父，高昇飯店創辦人之一 | 15-16,18,23,25,27,29,38-39 |
| 余昱緯 | 宋立言 | 宋力行&林佳冬(高旺家)的孩子      | 37-40                      |

### 高家
| 演員           | 角色           | 關係                                                                                       | 登場集數            |
| 陳亞蘭         | 趙秀真         | 林耀泉的前妻，佳冬住在屏東的遠房阿姨(實際上是佳冬的生母)。高宗信、廣美、宗南的後母。       | 4-12,25-28,32-37,40 |
| 張嘉年（太保） | 高興           | 高宗信、廣美、宗南的父親，趙秀真的第二任丈夫。                                             | 4-12,25-28,32-37,40 |
| 黃鐙輝         | 高宗信         | 高興與前妻所生的大兒子、與牡丹是夫妻關係、初期會怕老婆忍耐、但後來清醒制止牡丹的行為。     | 8-12,25-27,32-37,40 |
| 劉羽謙         | 少年高宗信     | 高興與前妻所生的大兒子、與牡丹是夫妻關係、初期會怕老婆忍耐、但後來清醒制止牡丹的行為。     | 5-8                 |
| 李佳豫         | 高廣美         | 高興與前妻所生的大女兒，後來阿溜來店裡工作、慢慢與阿溜產生了些許好感，最後兩人在一起結婚。 | 8-12,25-27,32-37,40 |
| 溫喬茵         | 少年高廣美     | 高興與前妻所生的大女兒，後來阿溜來店裡工作、慢慢與阿溜產生了些許好感，最後兩人在一起結婚。 | 4-8                 |
| 丫子           | 麥牡丹         | 宗信老婆，為人尖酸刻薄，一直跟旺家處處做對，但後來還是被旺家所感化。                       | 25-26,32-37,40      |
| 王鈞浩         | 磊勒丹（阿溜） | 魯凱族頭目兒子，在鰻魚場工作，後來被佳冬請來在蒲公英旅館工作，喜歡廣美，後與廣美結婚。     | 33-37,40            |
| 戴宇頡         | 高靜言         | 宗南＆春雅的孩子，林佳冬(高旺家)&萬華代為扶養                                              | 37-40               |

### 汪家
| 演員   | 角色   | 關係 | 登場集數       |
| 林逸欣 | 汪思妤 | 被宋力行誤以為的救命恩人成為女友，出身豪門世家，享盡萬千寵愛的大家閨秀。因從未嘗過失敗，只知道被人捧在掌心裡照顧。常常為宋力行打掉煩惱，一旦遭遇挫折、尊嚴受損時，善良的面具就撕裂了，失去控制的橫蠻和妒恨，傷害了自己，也傷害了別人......力行提出分手。後來遭綁架因為家家救她，成全了力行和家家。 | 11,15-25,28-29 |
| 巴戈   | 汪揚達 | 汪思妤父親 | 24-25,28-29    |
| 寶媽   | 呂安娜 | 汪思妤母親 | 24-25,28-29    |

### 復華小學
| 演員   | 角色           | 關係                                                         | 登場集數 |
| 陶傳正 | 校長           | 復華小學校長                                                 | 1-3      |
| 乾德門 | 華叔           | 復華小學校工                                                 | 1        |
| 林智賢 | 徐主任         | 復華小學教務主任                                             | 1-3      |
| 高郁捷 | 于班導         | 佳冬班導                                                     | 1,4      |
| 賀華   | 李小月（胖胖） | 佳冬同班同學，喜歡吃奶油蛋糕。                               | 1-4      |
| 小胖   | 邱宇辰（娜娜） | 佳冬同班同學，因為口頭禪是那那，大家都叫他那那，喜歡楊麗花。 | 1-4      |
| 兵承育 | 李英雄         | 佳冬同班同學，力行的跟班。                                   | 1-4      |
| 陳利鴻 | 唐家強         | 佳冬同班同學，力行的跟班。                                   | 1-4      |

### 耀泉營造公司
| 演員   | 角色  | 關係                                                             | 登場集數  |
| 汪建民 | DAVID | 林耀泉同學兼公司合夥人，因為賭博欠債而起了貪念，捲款公司後逃跑。 | 1-3       |
| 白雲   | 火叔  | 耀泉營造公司的工人                                               | 1-4,19-21 |
| 馬念先 | 財叔  | 耀泉營造公司的工人                                               | 1-4,19-21 |
| 林學楷 | 明哥  | 耀泉營造公司的工人                                               | 1-4,19-21 |
| 羅能華 | 忠哥  | 耀泉營造公司的工人                                               | 1-4,19-21 |

### 幸福村
| 演員         | 角色       | 關係                                       | 登場集數                |
| 游安順       | 陳大仁     | 春雅父親，高興的漁船員工也是高興的好朋友。 | 4-12,25-26,33-34,37,40  |
| 琇琴         | 畢秀萍     | 大仁的紅粉知己。                           | 4-8,25-26,33-34 37,40   |
| 小戽斗       | 村長       | 幸福村村長                                 | 5-9,10-12,25-27,33      |
| 謝其文       | 富成       | 高興的漁船員工                             | 5,7-9,11-12,25-26,33-34 |
| 藝鴒         | 好仔       | 高興的漁船員工                             | 5-6,8-9,12,25-26,34     |
| 簡漢宗       | 福榮       | 守望相助隊成員                             | 5,7-9,12,25-26,33-34    |
| 陳翌栩(孝綸) | 潤發       | 守望相助隊成員                             | 5,7-9,12,25-26,33-34    |
| 王自強       | 畢老闆     | 老畢雜貨店的老闆，秀萍的哥哥。             | 6-7,9                   |
| 應蔚民       | 龍哥       | 龍哥餐廳老闆                               | 9,25-26,33-34           |
| 小Call       | 李嘉兒     | 宗信前女友。                               | 9,11                    |
| 李玉鳳       | 少年李嘉兒 | 宗信前女友。                               | 5,8                     |

### 高昇飯店
| 演員   | 角色     | 關係                   | 登場集數                   |
| 朱蕾安 | 莉莉     | 宋力行秘書             | 11,13-15,17,19-20,22-25,27 |
| 林則希 | 鍾房     | 高昇飯店培訓班學員之一 | 13-14,17,19-20,22,27       |
| 高廷宇 | 田曉明   | 高昇飯店培訓班學員之一 | 13-14,16-17,19,22          |
| 揚揚   | 周小惠   | 高昇飯店培訓班學員之一 | 13-17,19,22                |
| 薛提縈 | 戴明珠   | 高昇飯店培訓班學員之一 | 13-15,17,19,22,27,38       |
| 薛志正 | 李長勝   | 高昇飯店中餐廳領班     | 13-14,17,19,22-24,38       |
| 周辰達 | 飯店經理 |                        | 13                         |
| 畢志綱 | 隋昱安   |                        | 32                         |

### 其它角色
| 演員   | 角色           | 關係                                                                         | 登場集數              |
| 秦楊   | 連昆           | 黑道角頭，是個恩怨分明的人，得知之前的事誤會耀泉，一直想找機會彌補耀泉父女。 | 1-3,10-11,19-21,28-29 |
| 宋新妮 | 鳳英           | 連昆的女朋友，硬闖施工的平台墜樓不治                                         | 1                     |
| 馬利歐 | 何東山         | 連昆手下                                                                     | 1-3,10-11,19,28       |
| 王惠五 | 凌大哥         | 酒家老大                                                                     | 7                     |
| 郭子乾 | 戴金           | 明日歌舞團團長                                                               | 8                     |
| 吳敏   | 劉婆婆         | 罹患老人痴呆，觀日飯店老闆，伍伯伯的青梅竹馬                                 | 17-18,21              |
| 馬維欣 | 阿芬（孫姐）   | 觀日飯店的員工                                                               | 17-18,21              |
| 章永華 | 王萬星（王董） | 萬星集團董事長，也是觀日飯店的維修技工與劉婆婆的好朋友                       | 17-21                 |
| 吳定謙 | 伍子           | 伍伯伯的兒子                                                                 | 18                    |
| 趙舜   | 旅行社老闆     | 萬華的老闆                                                                   | 22-23                 |
| 高山峰 | Danny Ma       | 藝奇唱片馬總                                                                 | 30-32                 |
| 汪東城 | 宋思瀚         | 尋找記憶的旅人，職業是台北消防隊隊長                                         | 37-38                 |
| 曾愷玹 | 小嵐           | 宋思瀚女友，英基建設董事長千金。                                             | 37                    |

## 收視率

### 台灣台視首播收視率
| 播映日期                 | 週數     | 集數  | 平均收視率 | 排名 | 備註 |
| ------------------------ | -------- | ----- | ---------- | ---- | ---- |
| 2013年10月15日－10月17日 | 1        | 1-3   | 0.30       | 7    |      |
| 2013年10月21日－10月24日 | 2        | 4-7   | 0.54       | 4    |      |
| 2013年10月28日－10月31日 | 3        | 8-11  | 0.58       | 4    |      |
| 2013年11月4日－11月7日   | 4        | 12-15 | 0.56       | 5    |      |
| 2013年11月11日－11月14日 | 5        | 16-19 | 0.65       | 4    |      |
| 2013年11月18日           | 6        | 20    | 0.78       |      |      |
| 平均收視                 | 平均收視 |       | 0.57       |      |      |

- 同時段節目：
  - 三立：
    - 三立台灣台《天下女人心》
    - 三立都會台《幸福選擇題／有愛一家人》

  - 民視《風水世家》
  - 中視《精忠岳飛／錯點鴛鴦》
  - 華視《花非花霧非霧／隋唐演義》
  - 大愛《心願／逆光真愛》
- 由AGB尼爾森調查，調查範圍是四歲以上收看電視之觀眾。
- 資料來源：中時娛樂、凱絡媒體週報

## 電視劇歌曲
| 曲別   | 歌名       | 演唱者 | 作詞   | 作曲   | 編曲           |
| 片頭曲 | 蒲公英     | 范瑋琪 | 王雅君 | 王雅君 |                |
| 片尾曲 | 春         | 陳乃榮 | 陳乃榮 | 陳乃榮 | D Power 樂團   |
| 插曲   | 憐憫的快樂 | 陳乃榮 | 陳乃榮 | 陳乃榮 | 陳乃榮、黃中岳 |
| 插曲   | 廉價的祝福 | 陳乃榮 | 陳乃榮 | 陳乃榮 | 吳貞儀         |
| 劇中曲 | 一見你就笑 | 鄧麗君 | 劉而其 | 冼華   |                |
| 劇中曲 | 今天不回家 | 姚蘇蓉 | 左宏元 | 左宏元 |                |

## 製作團隊
- 監      製：鮑依欣、陳佩芝
- 編　  劇：葉世康、林忠邦、盧美雲、阮美鳳、馮日進、袁寶慧
- 編  　審：林少枝
- 資料統籌：何珮中
- 導  　演：林宏杰、劉彥甫、游坚煜
- 製  作人：王信貴

## 外部連結
- 官方网站－台視
- 壹電視《幸福蒲公英》的Facebook專頁
- 台視《幸福蒲公英》的Facebook專頁
- 幸福蒲公英的新浪微博

## 作品的變遷
| 壹電視綜合台 每週一~週五 21:00 - 22:00 | 壹電視綜合台 每週一~週五 21:00 - 22:00 | 壹電視綜合台 每週一~週五 21:00 - 22:00 |
| -------------------------------------- | -------------------------------------- | -------------------------------------- |
|                                        | 幸福蒲公英 (2013.04.08 - 2013.05.31)   |                                        |
| 真的漢子 (2013.02.01 - 2013.04.05)     | 珍愛林北 (2013.06.03 - 2013.06.28)     |                                        |

| 台視主頻、台視HD台 每週一~週四 20:00 - 22:00   | 台視主頻、台視HD台 每週一~週四 20:00 - 22:00                                                                | 台視主頻、台視HD台 每週一~週四 20:00 - 22:00 |
| ---------------------------------------------- | --- | -------------------------------------------- |
|                                                | 幸福蒲公英 (2013.10.15 - 2013.11.18)                                                                        |                                              |
| 親愛的，我愛上別人了 (2013.09.23 - 2013.10.14) | 結婚好嗎？ (20:00-21:00) (2013.11.19. - 2014.01.27) 活佛濟公第三部 (21:00-22:00) (2013.11.19. - 2013.01.27) |                                              |

| 年代MUCH台 每週一~週五 21:00 - 22:00 | 年代MUCH台 每週一~週五 21:00 - 22:00   | 年代MUCH台 每週一~週五 21:00 - 22:00 |
| ------------------------------------ | -------------------------------------- | ------------------------------------ |
|                                      | 幸福蒲公英 (2013.12.23 - 2014.01.27)   |                                      |
| -                                    | 神仙·老師·狗 (2014.01.28 - 2014.03.20) |                                      |
| 每週一~週五 21:00 - 22:00            |                                        |                                      |
| 摩登新人類 (2015.2.26.－2015.04.15)  | 幸福蒲公英 (2015.04.16 - 2015.6.8)     | 結婚好嗎？ (2015.6.9.－2015.8.3)     |

| 臺灣 東森戲劇台 每週六~日 16:00 - 18:00 | 臺灣 東森戲劇台 每週六~日 16:00 - 18:00 | 臺灣 東森戲劇台 每週六~日 16:00 - 18:00 |
| --------------------------------------- | --------------------------------------- | --------------------------------------- |
|                                         | 幸福蒲公英 (2016.07.02 - 2016.09.04)    |                                         |
| 真的漢子 (2016.04.24 - 2016.06.26)      | 必娶女人 (2016.09.10 - )                |                                         |